# Achatzmühle
Achatzmühle ist eine Wüstung auf dem Gemeindegebiet des Marktes Marktleugast im Landkreis Kulmbach (Oberfranken, Bayern).

## Geografie

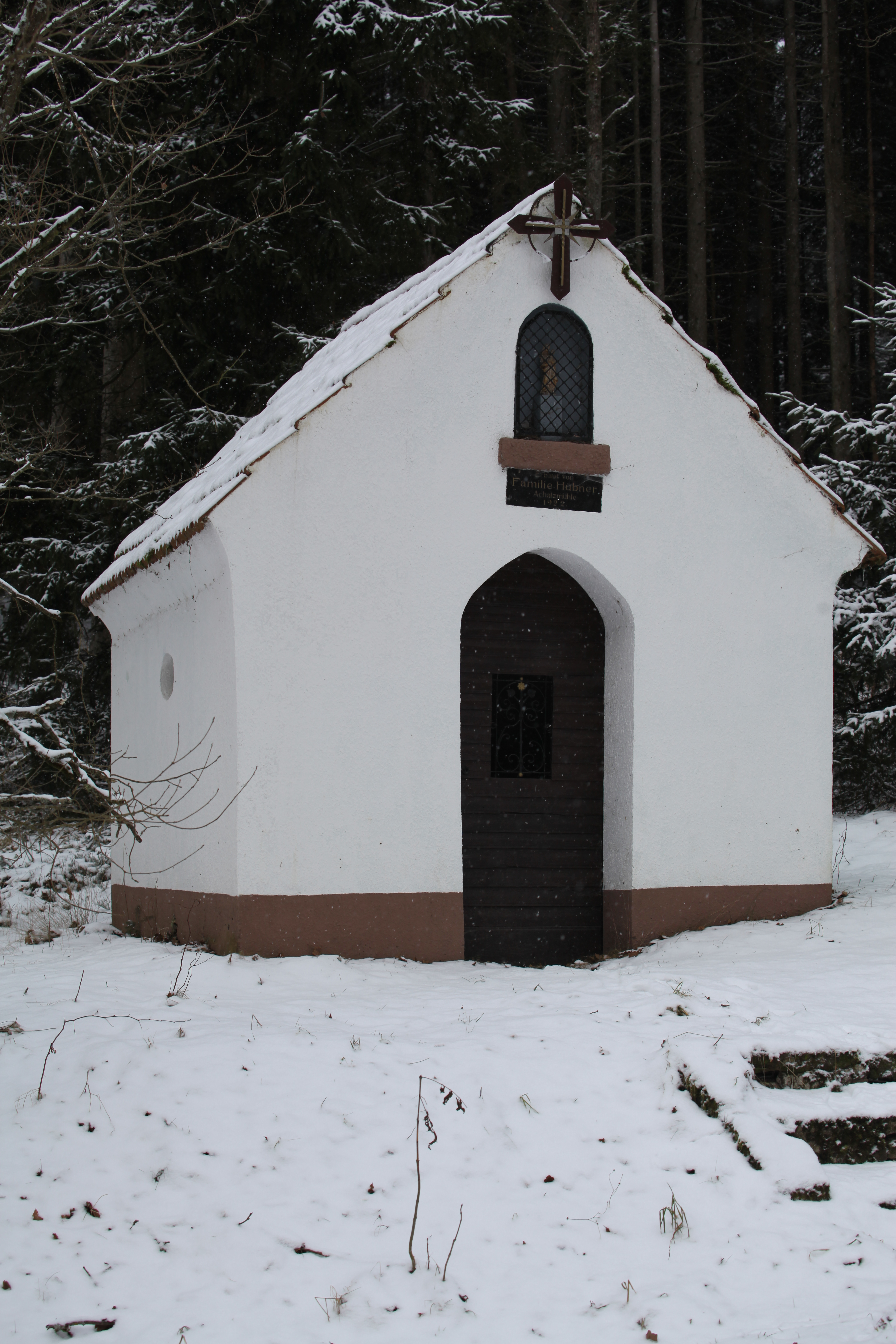
Von der Achatzmühle ist von den Bauwerken nur noch eine kleine Kapelle erhalten geblieben.

Die Einöde lag auf einer Höhe von 460 m ü. NHN am Kleinen Koserbach und war nur über einen Wirtschaftsweg zu erreichen, der nach Marienweiher (1,7 km nordöstlich) bzw. nach Schallerhof (1,4 km westlich) führte. Erhalten geblieben sind eine Wegkapelle, die 1922 von der Familie Hübner erbaut wurde, und ein Kruzifix 0,2 km nördlich flussaufwärts, das 1970 errichtet wurde.

## Geschichte
Die Mühle wurde 1602/03 durch Georg Wolf von Guttenberg errichtet. 1694 wurde sie von dem Müller Achaz Hübner gekauft und von da an nach ihm benannt. Gegen Ende des 18. Jahrhunderts bestand Achatzmühle aus einem Anwesen. Das Hochgericht übte das bambergische Centamt Marktschorgast aus. Das bambergische Kastenamt Stadtsteinach war Grundherr der Mahl- und Schneidmühle.
Mit dem Gemeindeedikt wurde Achatzmühle dem 1812 gebildeten Steuerdistrikt Marienweiher und der im selben Jahr gebildeten Gemeinde Marienweiher zugewiesen. Das Anwesen trug die Haus-Nr. 9 von Hermes. Im Zuge der Gebietsreform in Bayern wurde Achatzmühle am 1. Januar 1977 in die Gemeinde Marktleugast eingegliedert. Sie war zu dieser Zeit schon unbewohnt.

### Einwohnerentwicklung
| Jahr      | 001818 | 001819 | 001861 | 001871 | 001885 | 001900 | 001925 | 001950 | 001961 | 001970 | 001987 |
| Einwohner |        | *      | *      | 15     | 17     | 11     | 6      | 8      | 6      | 0      | 0      |
| Häuser    | 1      |        |        | 1      | 1      | 1      | 1      | 2      |        | 0      |        |
| Quelle    | [ 4 ]  | [ 7 ]  | [ 8 ]  | [ 9 ]  | [ 10 ] | [ 11 ] | [ 12 ] | [ 13 ] | [ 14 ] | [ 15 ] | [ 16 ] |

## Religion
Achatzmühle war katholisch geprägt und nach Mariä Heimsuchung in Marienweiher gepfarrt.